# 3208 Лунн
3208 Лунн (3208 Lunn) — астероїд головного поясу, відкритий 3 травня 1981 року.
Тіссеранів параметр щодо Юпітера — 3,203.